# Passing

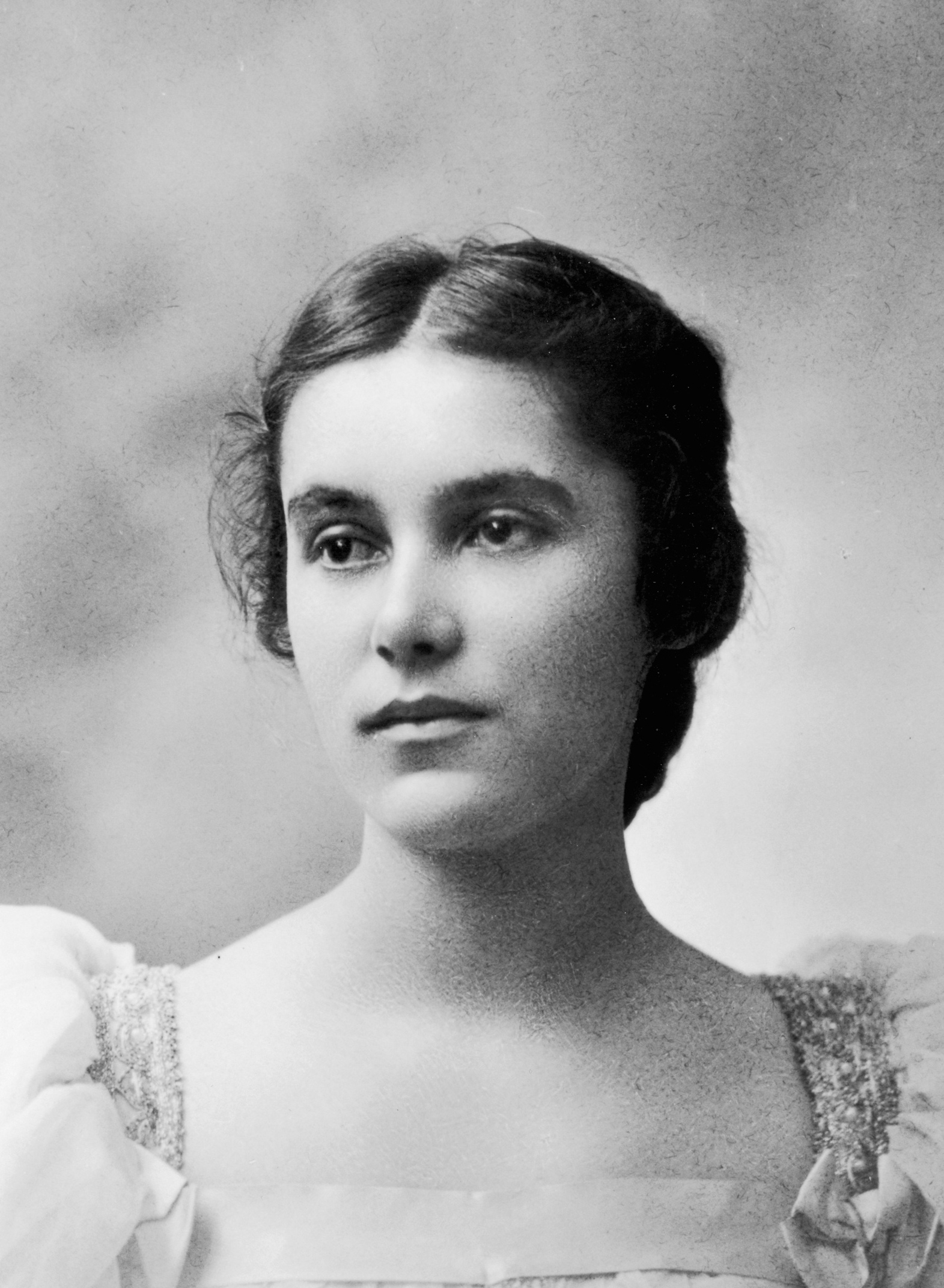
en foi a primeira mulher de ascendência africana a formar-se na Vassar College. Mestiça de brancos e negros, passou-se por branca durante toda a sua vida adulta. É um exemplo de "passing".

Passing (passando-se ou passagem, em inglês) é um conceito usado nos Estados Unidos para descrever a situação em que uma pessoa consegue "passar-se" por membro de um grupo racial ou étnico diferente do seu. Historicamente, o termo tem sido usado principalmente nos Estados Unidos para descrever uma pessoa de cor ou de ancestralidade mestiça que, para escapar da segregação racial e da discriminação, conseguia ser assimilada entre a população branca.
Entre 1880 e 1940, estima-se que cerca de 19% dos homens "negros" norte-americanos tenham se passado por "brancos" em algum momento das suas vidas. Muitos indivíduos transitavam de negro para branco e de branco para negro várias vezes ao longo das suas vidas, o que demonstra que "raça" não é uma característica fixa, mas fluida.

## Raça nos Estados Unidos
Embora leis anti-miscigenação que proibiam o casamento interracial tenham existido nos Estados Unidos desde o século XVII, isso não impediu que pessoas mestiças de brancos e negros continuassem a nascer. A mistura racial tornou-se legal durante a Era da Reconstrução e continuou no final do século XIX, quando se tornou nominalmente ilegal sob as Leis de Jim Crow.

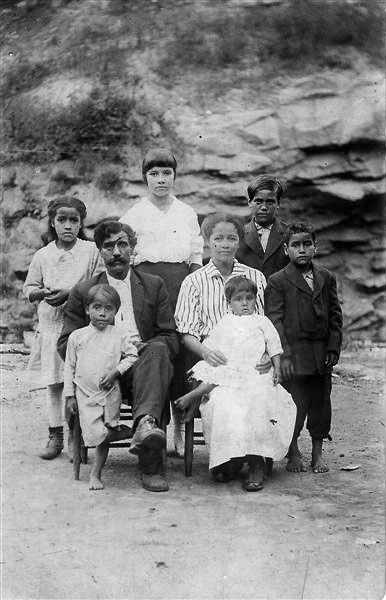
Os melungos eram um grupo mestiço entre europeus e africanos, que viviam nas Apalaches. No século XIX, inventaram que eram de "origem portuguesa", para tentar escapar da discriminação racial. É um exemplo de "passing".

Embora tenha havido uma mistura significativa de brancos e negros, também há evidências de que a população mestiça praticava homogamia de pele - ou seja, indivíduos de pele clara casavam-se com indivíduos de pele clara. Isso pode ter permitido que os aspectos brancos resultantes da mistura de brancos e negros persistissem em boa parte da população posteriormente classificada como "negra" nos Estados Unidos. Alguns desses indivíduos tinham uma ancestralidade e aparência física predominantemente branca, mas continuavam a serem classificados como negros ou "de cor", em decorrência da hipodescendência.
Nos Estados Unidos, historicamente eram consideradas como brancas as pessoas com ascendência exclusivamente europeia. Já o conceito de quem era negro foi moldado com o advento das Leis de Jim Crow, que impuseram a regra de uma gota, o que significa que uma pessoa era negra se tivesse apenas uma gota de sangue africano.
No entanto, a regra de uma gota não impossibilitou as pessoas de cruzar as linhas raciais. Na prática, para um mestiço com características físicas que o aproximavam dos brancos, a raça era frequentemente determinada pela forma como a pessoa se apresentava. Por exemplo, um mestiço de pele morena, mas bem vestido e que falasse bem, poderia passar-se por italiano ou português, enquanto ele seria classificado como negro se aparentasse ser pobre e falasse com um dialeto rural.
No século XIX, tornou-se comum que indivíduos melungos (comunidades racialmente ambíguas que viviam na região das Apalaches, de ancestralidade mista africana e europeia) dissessem que eram "portugueses", para tentar escapar das limitações impostas a quem era de reconhecida origem africana.
Assim, passar da categoria racial "negra" para a "branca" exigia que uma pessoa tivesse características físicas que são comumente compartilhadas pelos caucasianos, se comportasse e se vestisse como uma pessoa branca e se associasse com pessoas brancas. Além do mais, a sua ancestralidade negra deveria ser mantida em segredo, porque ter aparência branca era irrelevante se existisse conhecimento público da ascendência negra da pessoa.

## Passando-se por brancos

### Razões para opassing

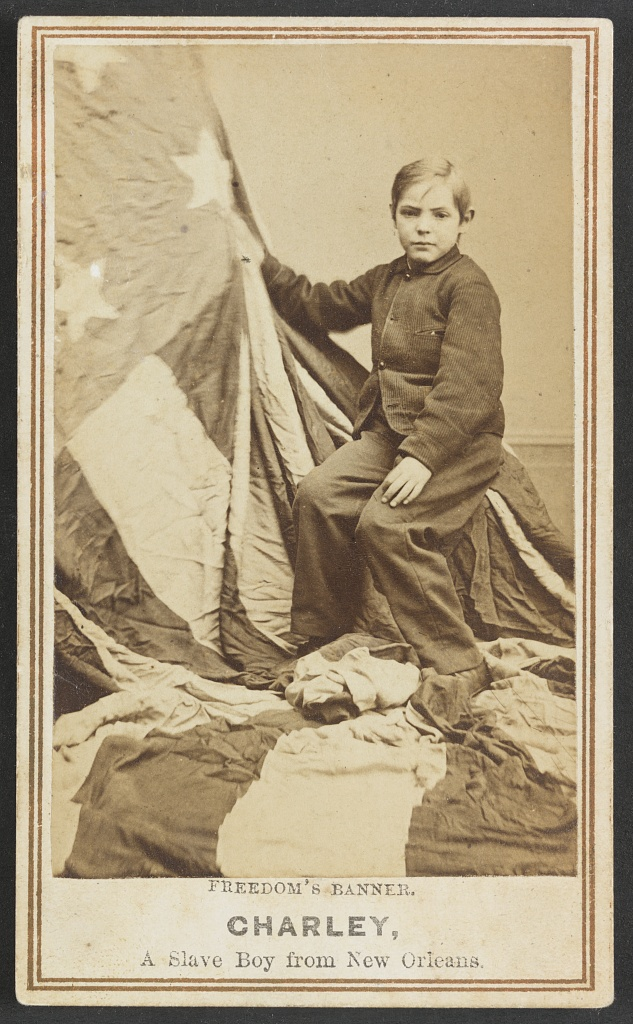
Devido à miscigenação, alguns escravos tinham uma aparência física "branca". Na foto, o menino Charles (ou Charley) Taylor, filho de uma escrava mulata com seu senhor branco. Charles foi vendido como escravo pelo próprio pai. Ele e sua mãe foram libertados em 1863 na Luisiana, pelas tropas do Norte, durante a Guerra de Secessão.

Durante o período escravocrata, os escravos que tinham uma aparência que os permitia passar-se por brancos encontravam maior segurança, uma vez que, quando fugiam, conseguiam mais facilmente enganar as pessoas ao passarem-se por livres.
Após o fim da escravidão, o "passing" continuou a ser praticado, agora para tentar escapar das limitações impostas a quem era considerado "negro". No Sul dos Estados Unidos, as Leis de Jim Crow impuseram diversas desvantagens econômicas, educacionais e sociais para pessoas que tinham ascendência africana e, mesmo nas regiões onde não havia leis segregacionistas, o próprio costume e as práticas sociais também impunham limitações aos não brancos.
Essas restrições incluíam a segregação completa de brancos e não brancos em todas as infraestruturas (por exemplo, restaurantes, escolas, bebedouros, ônibus), com o problema adicional de que as infraestruturas fornecidas a não brancos raramente eram iguais em qualidade àquelas fornecidas a brancos. Muitas regiões exigiam que os bairros fossem segregados, onde os serviços públicos, como esgoto e eletricidade, terminavam nos limites dos bairros brancos. A miscigenação - isto é, casamentos interraciais - e às vezes até relações sexuais não conjugais também foram tornadas ilegais.
Historiadores econômicos observaram que a maior parte dos afro-americanos mais bem-sucedidos e qualificados eram justamente os que tinham a pele mais clara e eram os que tinham mais a perder com as leis segregacionistas, o que estimulava o "passing" entre eles.
Às vezes, as crianças passavam-se por brancas porque seus pais já tinham passado ou porque os pais mandavam os filhos de pele clara para morar com famílias brancas. Alguns jovens adultos passavam-se por brancos para frequentar a escola, conseguir um emprego ou casar com uma pessoa branca, outros o faziam quando eram mais velhos, simplesmente para escapar da discriminação ou para proporcionar uma vida melhor aos filhos.
O "passing" era  mais comum nos estados do Norte do que nos do Sul.

### Modalidades depassing

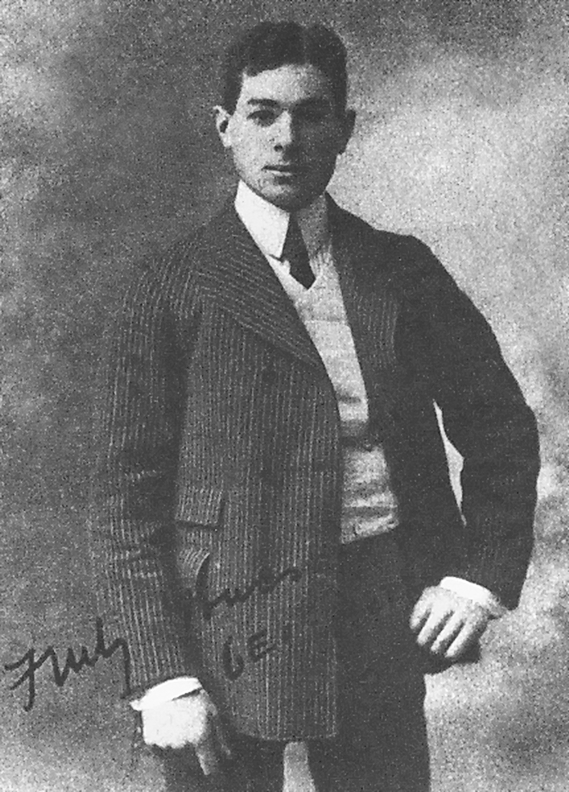
O cartunista George Herriman nasceu mulato, mas escondeu esse fato e inventou que era de origem grega para ter oportunidade profissional. É um exemplo de "passing".

Algumas pessoas apenas exerciam um "passing tático", para conseguir um emprego, ir para a escola ou viajar sem serem incomodadas. Fora dessas situações, essas pessoas ainda viviam como pessoas negras.
Já outros indivíduos optavam por "passarem-se" por brancos a vida inteira. Para isso acontecer, geralmente migravam para outras cidades, onde não eram conhecidos, e assumiam uma nova identidade, passando a viver como "brancos". Quase sempre, essa mudança exigia o rompimento de laços familiares e colocava essas pessoas sob o perigo constante de serem desmascaradas e denunciadas. O estado da Virgínia estabelecia pena de um ano de prisão para quem mentisse sobre raça em documentos, porém era o risco que se corria para tentar escapar das limitações impostas a quem era considerado "negro".
O "passing" nem sempre era permanente. Às vezes, um indivíduo transitava entre uma categoria e outra ao longo da sua vida, podendo viver anos como branco, mas um divórcio, uma doença, a falência da empresa ou outros acontecimentos podiam levar a pessoa a mudar de endereço e a passar a identificar-se novamente como negra.

### Vantagens
Mill and Stein (2012) analisaram dados de crianças de 3 a 18 anos em famílias com irmãos classificados como “mulatos” e “negros” (também entre 3 e 18 anos), em 1910 e em 1940. Eles descobriram que aqueles que foram classificados como “mulatos” em 1910 ganhavam mais em 1940 do que seus irmãos que foram classificados como "negros"; e entre as crianças classificadas como “mulatas” em 1910, as que estavam passando-se por brancas em 1940 ganhavam mais do que as que não passavam. Esse estudo sugere que, nos Estados Unidos, pessoas que se passavam por brancas tinham uma vantagem econômica em relação àquelas que permaneciam classificadas como negras.
À medida que as práticas discriminatórias baseadas na raça se generalizavam e reduziam severamente as oportunidades para as pessoas com ascendência africana, os indivíduos racialmente ambíguos cada vez mais optavam por "passarem-se" por brancos, com o objetivo de terem acesso a empregos melhores, onde os "negros" não eram aceitos, bem como à escolarização e à participação política.
Passar-se por branco trazia várias vantagens em uma sociedade segregada, como o acesso a melhores empregos, o direito ao voto, a possibilidade de viver em um bairro melhor, de ter acesso a boas escolas e ao ensino superior.

### Desvantagens
A pessoa que optava pelo "passing" racial tinha que mudar de cidade e reconstruir sua vida numa região onde não fosse conhecida. Para manter seu segredo, laços familiares eram rompidos, o que poderia trazer tristeza, solidão e isolamento.
Na década de 1950, Oracy Nogueira citou os "conflitos mentais" que o "passing" poderia acarretar, bem como as sanções aplicáveis a quem tinha a sua origem étnica descoberta: "Da parte do grupo branco, as sanções podem ir desde a simples perda de emprego e o rompimento das relações que, como branco, o indivíduo teve ensejo de estabelecer, até a depredação de bens, a agressão física e o linchamento; da parte do grupo negro, o indivíduo estará exposto à censura moral, por falta de lealdade, ao ridículo e ao boicote".
Um exemplo de sanção advinda do "passing" é relatado por Oracy, que naquela época conheceu uma senhora nos Estados Unidos, a qual estava passando-se por branca e conseguiu um emprego de secretária durante seis meses; todavia ela não se conteve e revelou ao chefe a sua origem racial, e acabou demitida por ele.

### Opassingatualmente
A passabilidade racial é cada vez mais rara atualmente, nos Estados Unidos. O fim da segregação racial por lei e os avanços adquiridos com os Movimento dos Direitos Civis tornaram cada vez mais possível que indivíduos pudessem viver como afro-americanos sem terem que se passar por brancos para serem cidadãos. Nesse contexto de progresso social, político e econômico para os afro-americanos, o "passing" passou a ser visto como uma prática repudiada e considerada como um ato extremo de traição. Na década de 1970, muitos afro-americanos já consideravam o "passing" "uma coisa do passado".
Na mentalidade racial norte-americana, uma pessoa só poderia pertencer a uma única raça. Nesse contexto, restava ao mestiço duas alternativas: ser classificado como "negro", seguindo os parâmetros da regra de uma gota, ou "passar-se por branco". Não havia espaço para uma identificação racial intermediária ou mestiça, que fugisse da dicotomia branco/negro.
Contudo, nos últimos trinta anos, o número de casamentos interraciais tem crescido constantemente nos Estados Unidos, fato que tem alterado a maneira como "raças" são vistas no país. De acordo com o censo dos Estados Unidos, a maioria dos casais formados por um pai negro e outro branco rejeitam a regra de uma gota ou uma identificação racial única dos seus filhos. Segundo o censo de 2000, 53,1% das crianças nascidas de um pai negro e outro branco foram classificadas como "a combinação de negro e branco", e somente 25% foram classificadas como negras, 11% como brancas e 9% como outra raça. Essa nova realidade demográfica tem aberto a possibilidade para que os americanos identifiquem-se racialmente das mais diversas maneiras, não apenas como "negros" ou "brancos", tornando o "passing" cada vez mais anacrônico.

#### Outros tipos depassing

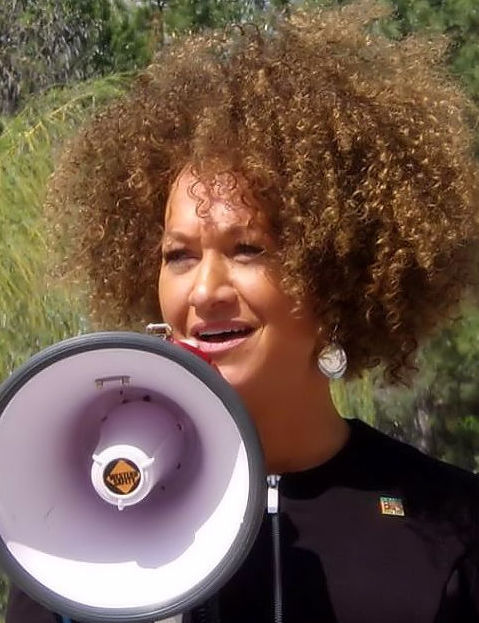
Rachel Dolezal não tinha ascendência negra, mas identificava-se como afro-americana e presidiu a Associação Nacional para o Progresso de Pessoas de Cor. O caso veio à tona em 2015.

Durante a Segunda Guerra Mundial, muitas pessoas de ascendência judaica passaram-se por cristãs, para evitar o Holocausto, e pessoas de muitas origens étnicas, incluindo os ciganos, passaram-se por grupos étnicos que eram aceitáveis pelos nazistas.
Brancos já se passaram por índigenas, sendo um exemplo o ambientalista Grey Owl, que na verdade era um imigrante inglês, mas que fingiu ser um índio do Canadá. Outro exemplo foi o ator norte-americano Iron Eyes Cody, que era de ascendência italiana, mas que alegava ser índio para ter papéis em Hollywood.
Em 2015, um caso teve grande repercussão na mídia norte-americana, quando foi revelado que Rachel Dolezal, então presidente da Associação Nacional para o Progresso de Pessoas de Cor, era uma mulher branca, de ancestralidade alemã, tcheca e norueguesa, sem nenhuma ascendência africana conhecida. Segundo seu irmão, Ezra, Dolezal começou a mudar sua aparência já em 2009, quando começou a usar produtos para o cabelo que vira a irmã biológica de Ezra usar. Ela começou a escurecer a pele e a fazer permanente no cabelo por volta de 2011.